# Tváří v tvář
Tváří v tvář (v anglickém originále Face/Off) je americký akční film z roku 1997. Režisérem filmu je John Woo. Hlavní role ve filmu ztvárnili John Travolta, Nicolas Cage, Joan Allen, Alessandro Nivola a Gina Gershon.

## Ocenění
Film byl nominován na Oscara v kategorii nejlepší efekty a střih zvukových efektů.

## Obsazení
| John Travolta     | Sean Archer/Castor Troy |
| Nicolas Cage      | Castor Troy/Sean Archer |
| Joan Allen        | Eve Archer              |
| Alessandro Nivola | Pollux Troy             |
| Gina Gershon      | Sasha Hassler           |
| Dominique Swain   | Jamie Archer            |
| Nick Cassavetes   | Dietrich Hassler        |
| Harve Presnell    | Victor Lazarro          |